# Білик Андрій Ярославович
Андрій Ярославович Білик (нар. 27 серпня 1981) — український футболіст, що грав на позиції півзахисника. Відомий за виступами в низці українських команд першої та другої ліг.

## Клубна кар'єра
Андрій Білик розпочав виступи у професійному футболі в 1999 році в команді другої ліги «Нафтовик» з Долини, в якій грав до кінця 2002 року, та провів у її складі 90 матчів. На початку 2003 року футболіст став гравцем команди першої ліги «Прикарпаття» з Івано-Франківська, в якій грав до кінця року, коли вона змінила назву на «Спартак». На початку 2004 року Білик грав у складі команди другої ліги «Поділля» з Хмельницького, а в другій половині року знову грав у складі долинського «Нафтовика». На початку 2005 року Білик знову грав у складі івано-франківського «Спартака».
на початку сезону 2005—2006 років Андрій Білик став гравцем команди «Сталь» з Дніпродзержинська. У складі команди грав до кінця сезону 2006—2007 років, провів у її складі 51 матч чемпіонату, а в сезоні 2006—2007 років брав участь в обох чвертьфінальних матчах Кубка України проти сімферопольської «Таврії», щоправда за їх результатами дніпродзержинська команда поступилася сімферопольській та вибула з розіграшу кубка.
На початку 2008 року Андрій Білик грав у складі команди другої ліги «Арсенал» з Білої Церкви, а в другій половині року у складі іншої команди другої ліги «Динамо» з Хмельницького. Після невеликої перерви у виступах за команди майстрів футболіст у 2010 році грав у складі команди другої ліги «Нива» з Тернополя, після чого до 2012 року грав у низці аматорських команд з різних областей.